# 南非黄眼草
南非黄眼草（学名：Xyris capensis）为黄眼草科黄眼草属下的一个变种。其种加词“capensis”意为“南非开普省的/好望角的”。
现接受名为Xyris anceps var. minima (Steud.) Lock， 1998。